# The Honor Farm
The Honor Farm (bra: Rito de Passagem) é um filme de drama e suspense dirigido por Karen Skloss. Foi apresentado mundialmente em 2017 no festival South by Southwest. No Brasil, foi lançado pela Mares Filmes.

## Sinopse
Após se depecionar com o baile de formatura, Lucy decide se juntar a grupo de jovens desajustados para ir a uma festa pisicodélica em uma fazenda mal assombrada, onde são presenciados eventos estranhos.

## Elenco
- Olivia Applegate ... Lucy
- Louis Hunter ... JD
- Dora Madison ... Laila
- Liam Aiken ... Sinclair
- Katie Folger ... Annie
- Michael Eric Reid ... Jesse (como Mikey Reid)
- Mackenzie Astin ... Dr. Meyer
- Christina Parrish ... Zoe
- Josephine McAdam ... Shanti
- Jonny Mars ... Roosevelt
- Will Brittain ... Jacob
- Samuel Davis ... Sheldon

## Recepção
No site agregador de críticas Rotten Tomatoes, 67% das 6 avaliações dos críticos são positivas.
Em sua crítica no Screen Anarchy, J Hurtado escreveu que "a combinação de narrativa não linear, sequências de sonhos intermináveis e realidade fragmentada tornam o filme muito difícil de conectar".